# Światowa Stolica Książki

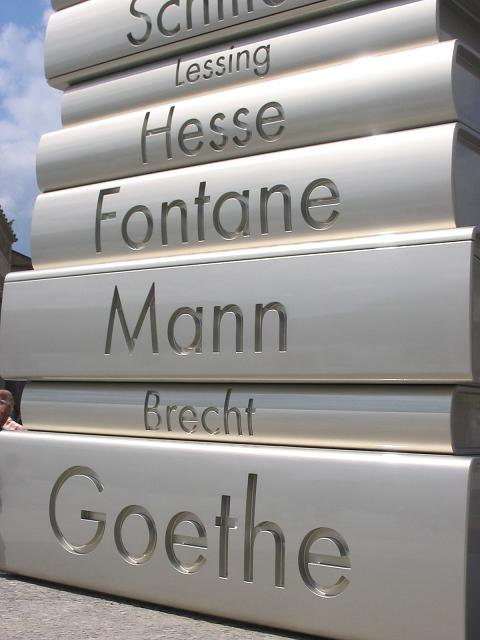

Światowa Stolica Książki – tytuł przyznawany co roku przez UNESCO jako wyróżnienie dla najlepszego przygotowanego przez dane miasto programu promującego książki i czytelnictwo.
Światowy Dzień Książki i Praw Autorskich, od którego wywodzi się Światowa Stolica Książki, jest obchodzony co roku od 23 kwietnia 1995, a od roku 2001 oficjalnie wyznacza pierwszy dzień kadencji danego miasta jako Światowej Stolicy Książki.

## O tytule
W związku z sukcesem Światowego Dnia Książki i Praw Autorskich, UNESCO postanowiło stworzyć tytuł Światowej Stolicy Książki, który jako pierwsze miasto otrzymał Madryt.
Do komisji przyznającej tytuł Światowej Stolicy Książki UNESCO zaprosiło przedstawicieli z Międzynarodowego Stowarzyszenia Wydawców, Międzynarodowej Federacji Stowarzyszeń i Instytucji Bibliotekarskich oraz Międzynarodowej Federacji Sprzedawców Książek. Uwzględnienie tych instytucji zapewnia, że wszystkie trzy największe grupy w branży księgarskiej mają wpływ na wybór Światowej Stolicy Książki.
Oprócz programu Światowej Stolicy Książki, UNESCO organizuje również inne inicjatywy promujące literaturę takie jak Miasto Literatury, które działa w ramach Sieci Kreatywnych Miast UNESCO.

## Kryteria przyznania tytułu
Komisja oczekuje, że programy miast kandydujących, promujące książki i czytelnictwo, posiadać będą wsparcie prezydenta miasta. Pozostałe kryteria, na które zwraca uwagę komisja to m.in.:
- zaangażowanie na poziomie miejskim, regionalnym, krajowym i międzynarodowym, w tym zaangażowanie organizacji branżowych i pozarządowych, a także przewidywany wpływ przygotowanego programu;
- przedłożenie programu działań stworzonego specjalnie na potrzeby projektu Światowa Stolica Książki, który zostanie wdrożony w roku, gdy miasto będzie posiadało ten tytuł, wraz z przewidywanymi długofalowymi korzyściami dla zaangażowanych partnerów i całego społeczeństwa;
- zarys przewidywanych wydatków wraz z zakładanymi strategiami pozyskania środków;
- ilość i jakość jednorazowych i cyklicznych aktywności organizowanych przez miasto-kandydata we współpracy z krajowymi, regionalnymi i międzynarodowymi organizacjami reprezentującymi pisarzy, wydawców, księgarzy i bibliotekarzy, tak by zapewnić reprezentację i udział przedstawicieli wszystkich przemysłów związanych z książką, a także środowiska pisarzy i naukowców;
- ilość i jakość innych wartych uwagi projektów, których celem jest promocja i wspieranie książki i czytelnictwa;
- zgodność z zasadami wolności słowa, wolności publikacji i dystrybucji informacji, na podstawie zapisów Konstytucji UNESCO, a także artykułu 19 i 27 Powszechnej Deklaracji Praw Człowieka i umowy florenckiej o liberalizacji rynku dóbr o charakterze kulturalnym.

## Światowe Stolice Książki
Lista miast które otrzymały tytuł Światowej Stolicy Książki:
| Rok  | Miasto         | Państwo                      |
| ---- | -------------- | ---------------------------- |
| 2001 | Madryt         | Hiszpania                    |
| 2002 | Aleksandria    | Egipt                        |
| 2003 | Nowe Delhi     | Indie                        |
| 2004 | Antwerpia      | Belgia                       |
| 2005 | Montreal       | Kanada                       |
| 2006 | Turyn          | Włochy                       |
| 2007 | Bogota         | Kolumbia                     |
| 2008 | Amsterdam      | Holandia                     |
| 2009 | Bejrut         | Liban                        |
| 2010 | Lublana        | Słowenia                     |
| 2011 | Buenos Aires   | Argentyna                    |
| 2012 | Erywań         | Armenia                      |
| 2013 | Bangkok        | Tajlandia                    |
| 2014 | Port Harcourt  | Nigeria                      |
| 2015 | Inczon         | Korea Południowa             |
| 2016 | Wrocław        | Polska                       |
| 2017 | Konakry        | Gwinea                       |
| 2018 | Ateny          | Grecja                       |
| 2019 | Szardża        | Zjednoczone Emiraty Arabskie |
| 2020 | Kuala Lumpur   | Malezja                      |
| 2021 | Tbilisi        | Gruzja                       |
| 2022 | Guadalajara    | Meksyk                       |
| 2023 | Akra           | Ghana                        |
| 2024 | Strasburg      | Francja                      |
| 2025 | Rio de Janerio | Brazylia                     |

## Wrocław Światową Stolicą Książki
24 czerwca 2014, podczas spotkania w Paryżu, komisja UNESCO zdecydowała, że tytuł Światowej Stolicy Książki w roku 2016 nosić będzie Wrocław. Komisja, na czele z Iriną Bokovą, wybrała Wrocław ze względu na złożony przez miasto program promocji czytelnictwa, który zakłada pracę na poziomie lokalnym, regionalnym jak i międzynarodowym. Wrocław jest pierwszym miastem w Polsce, które uzyskało ten tytuł UNESCO.
Kadencja Wrocławia jako Światowej Stolicy Książki rozpoczęła się 23 kwietnia 2016 roku i trwała dokładnie rok. Hymnem wydarzenia był wiersz Tadeusza Różewicza pt. Włosek poety. W tym samym czasie miasto pełniło również rolę Europejskiej Stolicy Kultury 2016.
Pozostali kandydaci którzy ubiegali się o tytuł Światowej Stolicy Książki to Brasilia w Brazylii, Montilla w Hiszpanii oraz Szardża w Zjednoczonych Emiratach Arabskich.